# Синдром уљеза
Синдром уљеза, такође познат као синдром варалице, преваранта или импосторизам, је психолошка појава у којој појединац сумња у своје вештине, таленте или достигнућа и има упорни унутрашњи страх да ће бити разоткривен као уљез. Упркос спољним доказима о њиховој способности, они који доживљавају овај синдром не верују да заслужују свој успех или срећу. Они то могу погрешно приписати Матејевом ефекту, или могу мислити да обмањују друге јер се осећају као да нису тако интелигентни као што се споља представљају. Синдром уљеза може произаћи из затегнутих личних односа и довести до њих и може спречити појединце да остваре свој пуни потенцијал у областима интересовања.
Када је синдром уљеза први пут концептуализован, на њега се гледало као на синдром који је био уобичајен међу женама са високим успехом. Даља истраживања су показала да погађа и мушкарце и жене, у колективном смислу да је пропорција погођених мање-више подједнако распоређена међу половима. Особе са синдромом уљеза често имају одговарајуће проблеме менталног здравља, који се могу лечити психолошким интервенцијама, иако овај синдром није формално препознат као ментални поремећај.

## Историја
Термин impostor phenomenon уведен је у чланку објављеном 1978. године под насловом „The Impostor Phenomenon in High Achieving Women: Dynamics and Therapeutic Intervention“ аутора Полин Р. Кленс и Сузен А. Ајмс. Кленс и Ајмс су дефинисали синдром варалице као „унутрашње искуство интелектуалне лажности“ и првобитно су фокусирали своје истраживање на жене у високом образовању и професионалним индустријама.
Истраживачи су анкетирали преко 100 жена, од којих је отприлике једна трећина била укључена у психотерапију из разлога поред самог синдрома, а две трећине су познавале са својих предавања и терапијских група. Сви учесници су добили формално признање за своју професионалну изврсност од стране колега и показали су академска достигнућа кроз образовне дипломе и стандардизоване резултате тестирања. Упркос доследној екстерној валидацији коју су ове жене добиле, недостајало им је унутрашње признање за своја достигнућа. На питања о успеху, неки учесници су то приписали срећи, док су неки веровали да су људи преценили своје могућности. Кленс и Ајмс су веровали да се овај ментални оквир синдрома уљеза развио из фактора као што су: родни стереотипи, породични проблеми, културне норме и стил атрибуције. Открили су да су жене у студији искусиле симптоме „генерализоване анксиозности, недостатка самопоуздања, депресије и фрустрације у вези са немогућношћу да испуне самонаметнуте стандарде постигнућа“.

## Психопатологија
Одређене особе са синдромом могу себе да виде као мање болесне (мање депресивне, мање анксиозне) од својих вршњака или других ментално болесних људи, наводећи недостатак тешких симптома као индикацију одсуства или мањег основног проблема. Људи са оваквим начином размишљања често не траже помоћ за своје проблеме јер сматрају да њихови проблеми нису вредни психијатријске пажње.
Синдром уљеза се проучава као реакција на одређене стимулусе и догађаје. То је искуство које се јавља код појединца, а не ментални поремећај. Синдром уљеза није препознат у ДСМ или ИЦД, иако оба ова система класификације препознају ниско самопоштовање и осећај неуспеха као повезане симптоме депресије.
Прву скалу намењену мерењу карактеристика синдрома уљеза дизајнирао је Кленс 1985. године, названа Clance Impostor Phenomenon Scale (CIPS). На скали се може утврдити да ли су карактеристике страха присутне код појединца и у којој мери. Аспекти страха укључују: „страх од процене, страх од краја успеха и страх да не будемо способни као други“. Открили су да резултати појединачних компоненти скале нису у потпуности поуздани или конзистентни и предложили су да их не треба користити за доношење значајних одлука о особама са синдромом.
У свом раду из 1985. године, Кленс је објаснила да се синдром уљеза може разликовати по следећих шест карактеристика, од којих појединац мора искусити најмање две да би се сматрало да има синдом:
1. Циклус уљеза
2. Потреба да се буде посебан или најбољи
3. Карактеристике супермена/супержене
4. Страх од неуспеха
5. Ускраћивање способности и одбијање похвала
6. Осећај страха и кривице због успеха

## Појава
Процењује се да ће скоро 70% појединаца искусити знакове и симптоме синдрома уљеза бар једном у животу. Ово може бити резултат новог академског или професионалног окружења. Истраживања показују да синдром уљеза није неуобичајен за студенте који улазе у ново академско окружење. Осећај несигурности може доћи као резултат непознатог, новог окружења. То може довести до нижег самопоуздања и вере у сопствене способности.

### Родне разлике
У истраживању из 1978. синдром уљеза био мање заступљен код мушкараца. Међутим, новија истраживања су углавном открила да је синдром уљеза подједнако раширен међу мушкарцима и женама. Истраживања су показала да се жене често суочавају са синдромом уљеза у погледу учинка. Перцепција способности и моћи се очитује у надмашивању других. Код мушкараца, синдром уљеза је често вођен страхом да ће бити неуспешни или недовољно добри.

### Околности
Синдром уљеза може се појавити у различитим окружењима. Неки примери укључују ново окружење, академско окружење, на радном месту, друштвене интеракције,
У везама, синдром се очитава тако што појединци често осећају да не испуњавају очекивања својих пријатеља или вољених. Уобичајено је да особе мисле да су на неки начин навели друге да им се допадају и да желе да проведу време са њима. Они осећају да су недостојни или да не заслужују добре односе које имајју.
Постоје емпиријски докази који показују штетне ефекте синдрома уљеза на ученике.

### Везе
Истраживања су показала да постоји веза између синдрома уљеза и следећих фактора:
- Породична очекивања[12]
- Превише заштитнички родитељ(и) или законски старатељ(и)[14]
- Радови на постдипломским студијама[12]
- Расни идентитети[12]
- Стил приписивања[16]
- Анксиозност[16]
- Депресија[16]
- Ниско самопоштовање[16]
- Перфекционизам[15]
- Претерано самонадгледање, са нагласком на сопственој вредности[2]

Наведени аспекти се међусобно не искључују. Нетачно је закључити да корелациони однос између ових аспеката изазива синдром уљета.
Код појединаца са синдромом уљеза, осећање кривице често резултира страхом од успеха. Следе примери уобичајених појмова који доводе до осећања кривице и појачавају тај синдром.
- Добро образовање које су могли да добију
- Бити признат од стране других ради успеха
- Веровање да није исправно или поштено бити у бољој ситуацији од пријатеља или вољене особе
- Описивање као:[12]
  - Онај паметни
  - Талентовани
  - Одговорни
  - Онај осетљиви
  - Добри
  - Наш омиљени

Синдром се  може се решити многим врстама психотерапије. Групна психотерапија је посебно чест и ефикасан начин ублажавања искуства уљеза.

## Појединци
Следећи појединци су наводно искусили овај синдром:
- Риз Ахмед[23]
- Маја Анџелоу[22]
- Џасинда Ардерн[24]
- Мајк Кенон Брукс[25]
- Томи Купер[26][потребна страница]
- Нил Гејман[27][28]
- Том Хенкс[29]
- Чак Лоре[30]
- Мишел Обама[31]
- Мишел Фајфер[32]
- Соња Сотомајор[33]
- Никола Стерџон[34]
- Давид Тенант[35]
- Ема Вотсон[36]
- Мети Хили[37]
- Том Јорк[38]
- Ландо Норис[39]
- Андре 3000[40]